# Platambus wulingshanensis
Platambus wulingshanensis är en skalbaggsart som beskrevs av Michel Brancucci 2005. Platambus wulingshanensis ingår i släktet Platambus och familjen dykare. Inga underarter finns listade i Catalogue of Life.